# Aït Mansour
Aït Mansour (kabyle : At Menṣur, tifinagh : ⴰⵜ ⵎⴻⵏⵚⵓⵔ) est une tribu kabyle, établie sur le mont Akfadou et dans la forêt portant le même nom.

## Étymologie
Le toponyme At Menṣur est composé de At, signifiant fils de et de Menṣur. Le nom signifie donc descendants de Mansour. L'ancêtre des membres de la tribu est un dénommé Mansour.

## Géographie

### Communes et villages de la tribu
La tribu des Aït Mansour n'est constitué que d'une commune, celle d'Akfadou. Les villages sont les suivants 
- Aït Allouane
- Ait amara
- Aït Saada
- Aourir
- Fehroun
- Ilbaten
- Imaghdacene
- Khellil
- Mezouara
- Rezag
- Tagroudja
- Taourirt
- Tapount
- Tiniri
- Tizamourine
- Zioui

## Culture

### Langue
Les Aït Mansour parlent le dialecte kabyle oriental.